# Pelelé
Pelele est une petite ville du Togo.

## Géographie
Pelele est situé à environ 72 km de Dapaong, dans la région des Savanes.

## Lieux publics
- École secondaire